# Microchlora bilinealla
Microchlora bilinealla är en fjärilsart som beskrevs av George Francis Hampson 1917. Microchlora bilinealla ingår i släktet Microchlora och familjen mott. Inga underarter finns listade i Catalogue of Life.